# Attentato di Kabul del 20 giugno 2016
L'attentato di Kabul del 20 giugno 2016 fu eseguito da un attentatore suicida che ha colpito un convoglio di guardie di sicurezza dell'ambasciata canadese dirette verso la sede dell'ambasciata a Kabul. L'attentato è stato rivendicato sia dai talebani, sia dallo Stato Islamico (ISIS). La maggior parte delle vittime erano del Nepal. Molti civili in un mercato nelle vicinanze erano tra le nove persone ferite nell'esplosione, alcuni gravemente.
L'incidente ha scatenato dibattiti sulla presenza di lavoratori stranieri nei paesi in cui vi sono in corso conflitti, e molti hanno criticato il governo canadese per negligenza.

## Attacco
Le guardie di sicurezza erano in viaggio nella capitale, Kabul, su un mini autobus diretto verso l'ambasciata canadese. Un kamikaze attaccò il minibus quando stava passando vicino ad un mercato in cui diversi civili sono stati feriti mentre facevano acquisti. L'attentatore notò il veicolo straniero e si avvicinò a piedi: dopo aver indossato una cintura esplosiva, l'attentatore suicida si è fatto esplodere contro il minibus con un dispositivo.

## Rivendicazioni
Due rivendicazioni tra loro contraddittorie sono arrivate dai talebani e dall'ISIS, gruppi in conflitto tra loro nella guerra in Afghanistan: il portavoce dei talebani afghani Zabiullah Mujahid ha rivendicato l'attacco come rappresaglia per l'esecuzione di sei detenuti talebani il mese prima; il gruppo afghano affiliato allo Stato Islamico (ISIS) ha rivendicato l'attacco, identificando l'attentatore con il nome di Erfanullah Ahmed.

## Vittime
| Nazionalità | Morti |
| ----------- | ----- |
| Nepal       | 12    |
| India       | 2     |
| Afghanistan | 2     |
| Totale      | 16    |